# SŽD-Baureihe ЧС3
Die SŽD-Baureihe ЧС3 (deutsche Transkription TschS3) der Sowjetischen Eisenbahnen (Sovetskie železnye dorogi, SŽD) ist eine Schnellzuglokomotive für 3 kV Gleichstrom, die aus der SŽD-Baureihe ЧС1 unter Verwendung von leistungsfähigeren Traktionsfahrmotoren entstand und speziell für höhere Zugkräfte entwickelt wurde.

## Geschichte

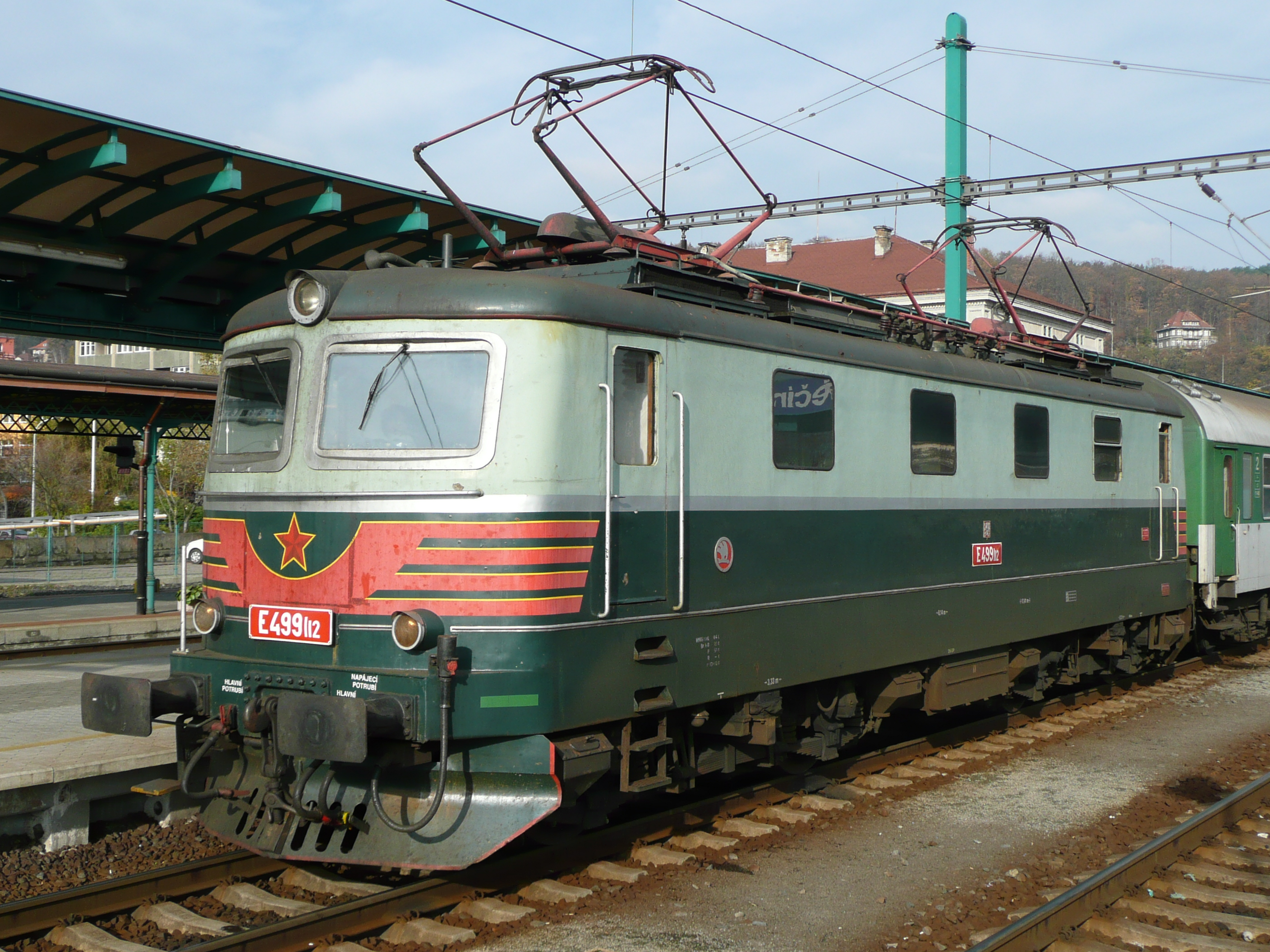
SŽD-Baureihe ЧС1

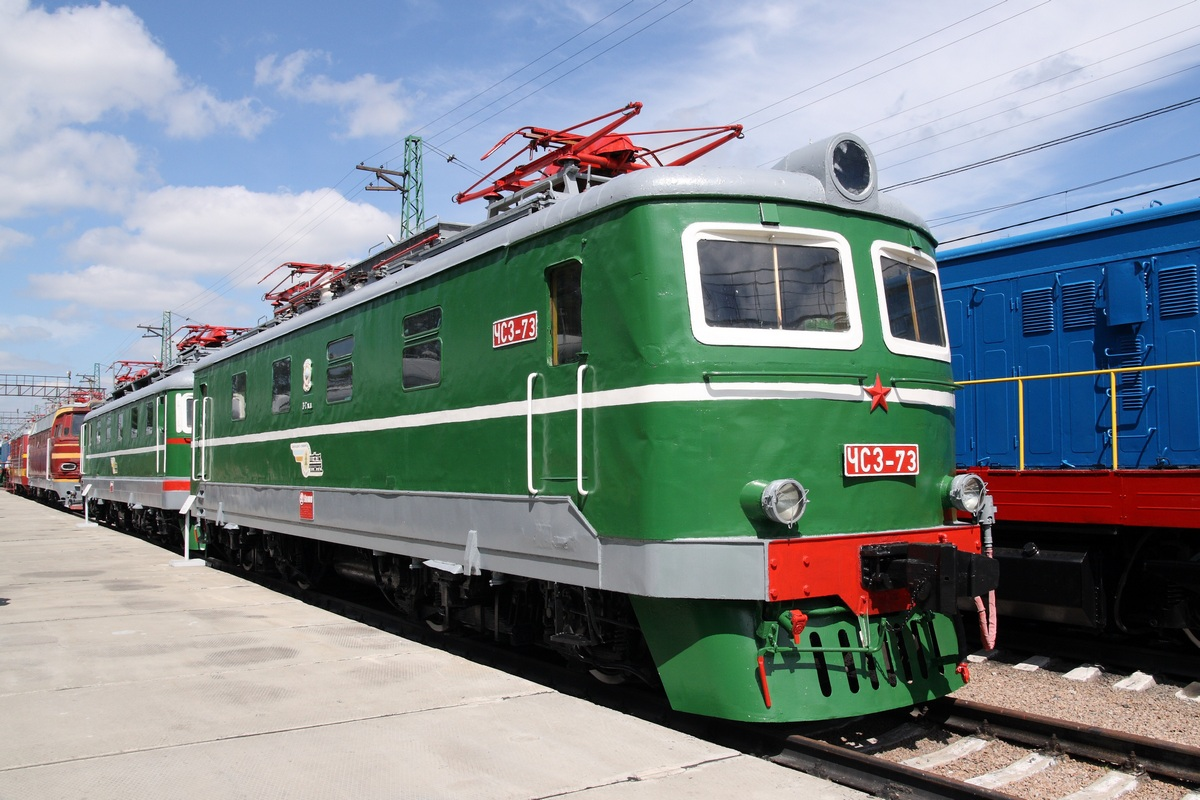
ЧС3-73 im Museum für Eisenbahn und Eisenbahntechnik in Nowosibirsk

Um längere Personenzüge befördern zu können, bestellte die SŽD bei Škoda in Pilsen eine leistungsfähigere Elektrolokomotive, als es die SŽD-Baureihe ЧС1 war. Die Firmenleitung des Werkes entschied sich für eine Modernisierung der genannten Lokomotive. Daraus entstand  eine neue Serie. Gegenüber der letzten Lieferung der SŽD-Baureihe ЧС1  erhielt die neue Lok leistungsfähigere Fahrmotoren vom Typ AL 4846eT. Der Antrieb wurde geändert: anstatt dem Sécheron-Federantrieb wurde der neue Antrieb nach dem System Škoda mit Kardanwelle verwendet. In der übrigen Ausstattung der Lokomotive gab es wenige Änderungen. Auch der Lokkasten mit dem einseitigen Aufstieg auf den Führerstand wurde belassen. Die neue Lok ist eine verstärkte Ausführung der SŽD-Baureihe ЧС1.
Alle 87 Lokomotiven der Reihe ЧС3 wurden 1961 gebaut. Auf der Grundlage dieser Lokomotive entstand für die polnischen Staatsbahnen PKP bei Škoda später die Zweisektionslokomotive ET40.
Anfangs bedienten die Lokomotiven den Abschnitt Moskau – Charkiw – Ilowajsk, später bedienten sie auch Strecken der Transsib. Dort wurden sie bis 1991 eingesetzt, bis sie durch die leistungsstärkere Reihe ЧС2 ersetzt wurde. Die Lokomotiven wurden für den Betrieb mit Mehrfachtraktion umgerüstet, um auch längere Züge mit zwei Lokomotiven von einem Lokführer steuern zu können. Offenbar hat die Leistung nur einer Lokomotive für die Züge nach kurzer Zeit schon nicht mehr ausgereicht. 2010 wurden einige Lokomotiven in Elektrotriebwagen umgestaltet. Die Umbauten dafür betrafen das Dach und den Wagenkasten. Dieser wurde für die Beförderung von Personen umgestaltet. Für die Umgestaltung in einen Elektrotriebwagen wechselte die Bezeichnung der Fahrzeuge von  ЧС3 in ПЭM-3 bzw. ПЭM-4. Als Elektrotriebwagen wurde ebenso die ЧС3.056 betrieben. Genaue Ausmusterungsdaten der Lokomotiven sind aus der Literatur nicht zu entnehmen.
Zwei Lokomotiven der Reihe sind in Museen erhalten geblieben;
- die ЧС3.073 im Museum für Eisenbahn und Eisenbahntechnik in Nowosibirsk und
- die ЧС3.045 im Museum der Moskauer Eisenbahn (Rigaer Bahnhof)